# ناحیه قصر صباحی
ناحیه قصر صباحی (به عربی: دائرة قصر صباحی) یک ناحیه در الجزایر است که در استان ام‌البواقی واقع شده‌است.